# Anna Orso
Anna Maria Orso (Napoli, 11 dicembre 1938 – Roma, 14 agosto 2012) è stata un'attrice italiana.

## Biografia
La carriera di attrice di Anna Maria Orso è durata 50 anni. Ha recitato in numerosi film e fiction televisive, tra cui Io e mio figlio - Nuove storie per il commissario Vivaldi. Il suo esordio al cinema avviene nel 1963 con il film Storie sulla sabbia, diretto da Riccardo Fellini
La sua ultima apparizione è stata nel film americano The Girl From Nagasakì con la regia di Michel Comte e Ayako Yoshida, che uscì postumo.

## Filmografia

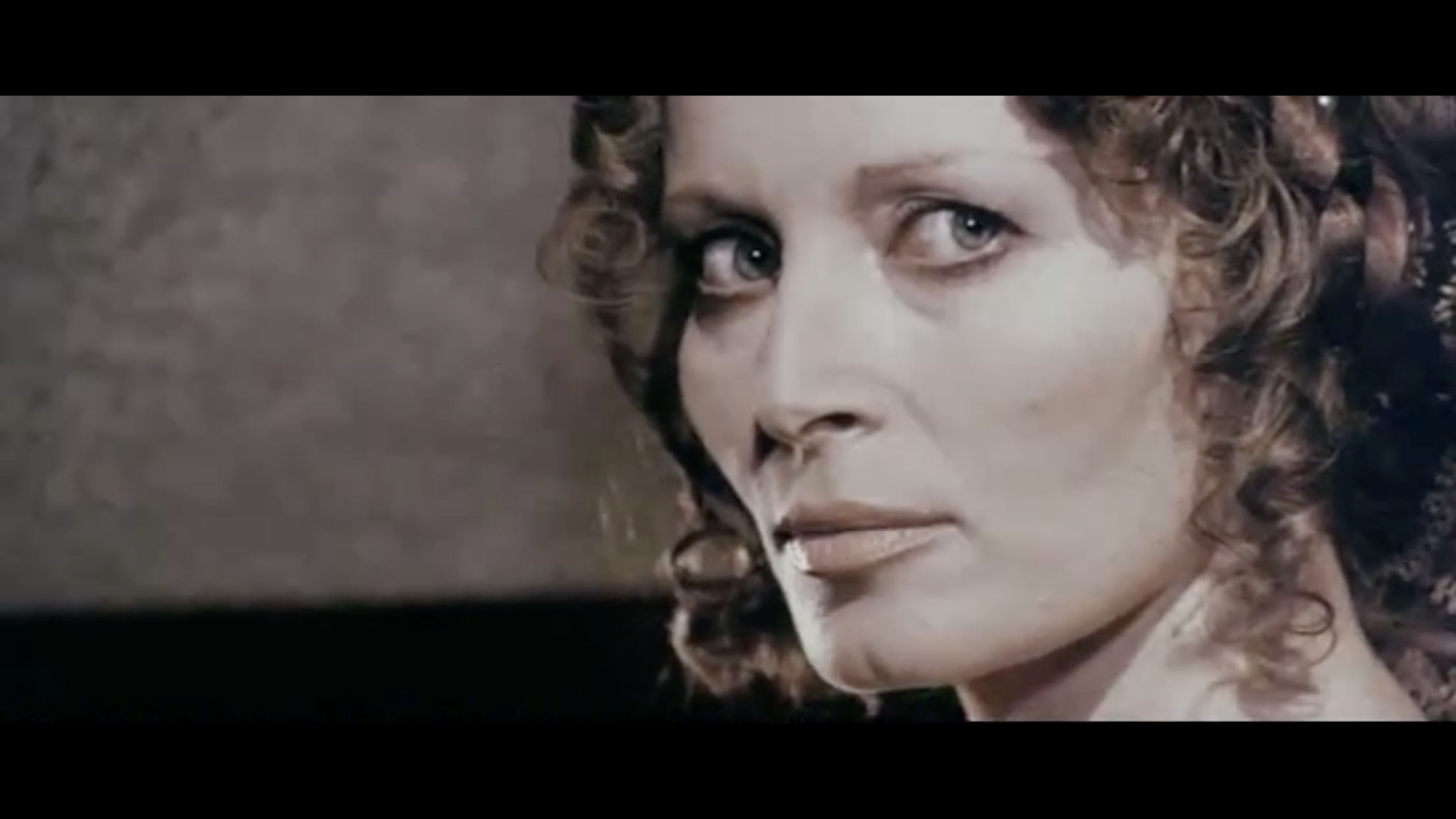
Anna Orso nel ruolo di Vannozza nel film Lucrezia giovane (1974)

### Cinema
- Storie sulla sabbia, regia di Riccardo Fellini (1963)
- I patriarchi, regia di Marcello Baldi (1964)
- La Bibbia (The Bible: in the Beginning...), regia di John Huston (1966)
- Gentleman Jo... uccidi, regia di Giorgio Stegani (1967)
- I giorni dell'ira, regia di Tonino Valerii (1967)
- Quarta parete, regia di Adriano Bolzoni (1969)
- Agguato sul Bosforo, regia di Luigi Batzella (1969)
- Io e Dio, regia di Pasquale Squitieri (1970)
- Lettera aperta a un giornale della sera, regia di Francesco Maselli (1970)
- Questa specie d'amore, regia di Alberto Bevilacqua (1972)
- L'erede (L'Héritier), regia di Philippe Labro (1973)
- Baciamo le mani, regia di Vittorio Schiraldi (1973)
- 24 ore... non un minuto di più, regia di Franco Bottari (1973)
- La profanazione, regia di Tiziano Longo (1974)
- Cagliostro, regia di Daniele Pettinari (1975)
- Lucrezia giovane, regia di Luciano Ercoli (1974)
- Un matrimonio immorale (Der zweite Frühling), regia di Ulli Lommel (1975)
- Episodio Arriva lo Sceicco di Ride bene... chi ride ultimo, regia di Gino Bramieri (1977)
- Il ladrone, regia di Pasquale Festa Campanile (1980)
- Salto nel vuoto, regia di Marco Bellocchio (1980)
- L'ultima volta insieme, regia di Ninì Grassia (1981)
- Il giustiziere della strada, regia di Giuliano Carnimeo (1983)
- Il pentito, regia di Pasquale Squitieri (1985)
- Il mostro di Firenze, regia di Cesare Ferrario (1986)
- Diavolo in corpo, regia di Marco Bellocchio (1986)
- La vita di scorta, regia di Piero Vida (1986)
- Le vie del Signore sono finite, regia di Massimo Troisi (1987)
- Blu notte, regia di Giorgio Serafini (1992)
- Al calar della sera, regia di Alessandro Lucidi (1992)
- Adelaide, regia di Lucio Gaudino (1992)
- Cominciò tutto per caso, regia di Umberto Marino (1993)
- Legami di sangue, regia di Domenico Liggeri (1995)
- Io e il re, regia di Lucio Gaudino (1995)
- Un giorno, un giorno, una notte..., regia di Cosimo Milone (1997)
- Incontri di primavera, regia di Anna Brasi (2000)
- Ponte Milvio, regia di Roberto Meddi (2000)
- Il naso storto, regia di Antonio Ciano (2002)
- Ore 2: calma piatta, regia di Marco Pontecorvo (2003)
- Le avventure acquatiche di Steve Zissou (The Life Aquatic with Steve Zissou), regia di Wes Anderson (2004)
- Manuale d'amore, regia di Giovanni Veronesi (2005)
- L'anno mille, regia di Diego Febbraro (2008)
- Palermo Shooting, regia di Wim Wenders (2008)
- Colpo d'occhio, regia di Sergio Rubini (2008)
- The Darkside, regia di Gerard Diefenthal (2009)
- Cloclo, regia di Florent Emilio Siri (2012)
- Breve storia di lunghi tradimenti, regia di Davide Marengo (2012)
- Ci vediamo domani, regia di Andrea Zaccariello (2013)
- The Girl from Nagasaki, regia di Michel Comte e Ayako Yoshida (2013)

### Televisione
- Il maresciallo Rocca 2, episodio Un delitto diverso, regia di Giorgio Capitani (1998)
- Verdi, episodio Il vecchio mago, regia di Renato Castellani - miniserie TV (1982)
- All'ombra della grande quercia, regia di Alfredo Giannetti (1984)
- La storia spezzata, regia di Andrea Frazzi e Antonio Frazzi (1990)
- La scalata, regia di Vittorio Sindoni - miniserie TV (1993)
- L'uomo che piaceva alle donne - Bel Ami, regia di Massimo Spano (2001)
- Non ho l'età, regia di Giulio Base (2001)
- Non ho l'età 2, regia di Giulio Base (2002)
- La mia casa in Umbria, regia di Richard Loncraine (2003)
- Angels in America - episodio Perestroika: Chapter Six - Heaven, I'm in Heaven, regia di Mike Nichols (2003)
- Questo amore, regia di Luca Manfredi (2004)
- Nebbie e delitti - episodio I segreti delle donne, regia di Riccardo Donna (2005)
- Don Matteo 5 - episodio Il ballo delle debuttanti, regia di Elisabetta Marchetti (2006)
- La contessa di Castiglione, regia di Josée Dayan (2006)
- 4 padri single, regia di Paolo Monico - film TV (2008)
- Distretto di Polizia 9, episodio 9x11, regia di Alberto Ferrari (2009)
- Io e mio figlio - Nuove storie per il commissario Vivaldi, regia di Luciano Odorisio (2010)

### Cortometraggi
- Il Sinfamolle, regia di Massimo Cappelli (2000)
- Qualcuno mi aiuti, regia di Michele Barbone (2008)
- Il talento di Fabio - Mediometraggio, regia di Andrea Di Bari (2009)
- 41, regia di Massimo Cappelli (2010)
- L'icona (Primavera d'autunno), regia di Silvia Ivanova (2012)
- La prima legge di Newton, regia di Piero Messina (2012)

#### Pubblicità
Partecipò inoltre ad alcune serie della rubrica pubblicitaria televisiva Carosello pubblicizzando:
- dal 1968 al 1970 il talco Felce Azzurra della Paglieri con il Quartetto Cetra, Marco Tulli e Daniele Piombi;
- nel 1973 le lavatrici Zoppas, insieme a Howard Ross;
- dal 1973 al 1976 il tè ATI della Ati / Piletti;
- anni 1974 e 1975 la carne in scatola Simmenthal.

## Doppiatrici italiane
- Maria Pia Di Meo in Gentleman Jo... uccidi
- Flaminia Jandolo in L'erede